# Neckar-Odenwald-Kreis
Neckar-Odenwald-Kreis är ett distrikt i Baden-Württemberg, Tyskland. I distriktet bodde det år 2011 omkring 150000 personer.

## Infrastruktur
Distriktet har anslutning till motorvägen A81.
1. ↑  GeoNames, 2005, Geonames-ID: 3220723, läs online och läs online.[källa från Wikidata]
2. ↑  hämtat från: tyskspråkiga Wikipedia.[källa från Wikidata]